# (6279) 1977 UO5
(6279) 1977 UO5 là một vành đai tiểu hành tinh. Nó được phát hiện bởi K. L. Faul ở Đài thiên văn Palomar ở Quận San Diego, California, ngày 18 tháng 10 năm 1977.